# Astrocasia tremula
Espèce
Synonymes
- Diasperus tremulus (Griseb.) Kuntze (1891)[1]
- Phyllanthus glabellus Fawc. & Rendle (1919), nom. superfl[2].
- Phyllanthus tremulus Griseb. (1859)[3]
- Astrocasia phyllanthoides B.L.Rob. & Millsp. (1905)[4]

Astrocasia tremula est une espèce de plantes à fleurs de la famille des Phyllanthaceae. C'est l'espèce type de son genre.
C'est un arbuste ou un petit arbre originaire d'Amérique (Mexique, Amérique centrale, Amérique du Sud).

## Publication originale
- G.L.Webster in J. Arnold Arbor. 39: 208 (1958).